# لارل (واشینگتن)
لارل (به انگلیسی: Laurel) یک منطقهٔ مسکونی در ایالات متحده آمریکا است که در شهرستان واتکام، واشینگتن واقع شده‌است. لارل ۲۹ متر بالاتر از سطح دریا واقع شده‌است.